# Sauromates V
Sauromates V del Bósforo (en griego moderno: Σαυροματης E ') fue un rey del Bósforo que gobernó a mediados del siglo IV, desde 341 a 370 bajo ciertos supuestos.

## Origen
Según Constantino Porfirogéneta, Sauromates V es nieto de "Sauromates hijo de Kriskoronos", contemporáneo del reinado del emperador Diocleciano. Sobre la base de la alternancia de los nombres reales Rescuporis / Sauromates en la dinastía de los reyes del Bósforo, se ha propuesto la hipótesis de que es hijo del rey mejor documentado Rescuporis VI (308-341), presentado alternativamente en otros lugares como el hijo de Totorses.

## Reinado
La única información conocida sobre Sauromates V proviene de Constantino Porfirogéneta, quien escribe que, bajo el reinado de Constantino I, en el momento en que Byscus, hijo de Supolichus, era protevon y stephanophoros de Quersoneso, Sauromates (V), pequeño - hijo de Sauromates hijo de Kriskoronos, declara la guerra a los quersonitas para vengar los insultos que su abuelo había recibido en Lázica. Byscus lidera a los quersonitas contra Sauromates V y lo derrota totalmente en el lugar llamado Cafa. Se restablece la paz entre las dos partes que se juran respetar sus fronteras y no invadir sus respectivos territorios. Sauromates V regresa al reino del Bósforo y los quersonitas a su hogar.

## Posteridad
Constantino Porfirogéneta evoca entonces "unos años después" a otro Sauromates VI, cuya relación no especifica con Sauromates V, que impugna las decisiones tomadas en Cafa y ataca la ciudad de Quersoneso.